# Heinrichsthal (Bawaria)
Heinrichsthal – miejscowość i gmina w Niemczech, w kraju związkowym Bawaria, w rejencji Dolna Frankonia, w regionie Bayerischer Untermain, w powiecie Aschaffenburg, wchodzi w skład wspólnoty administracyjnej Heigenbrücken. Leży w pasmie górskim Spessart, około 20 km na północny wschód od Aschaffenburga.

## Dzielnice
W skład gminy wchodzą następujące dzielnice: Altenplos, Cottenbach, Heinersreuth i Unterwaiz.

## Demografia
| Rok  | Liczba mieszk. |
| ---- | -------------- |
| 1970 | 848            |
| 1987 | 892            |
| 2000 | 934            |
| 2006 | 912            |

## Polityka
Wójtem jest Guido Schramm. Rada gminy składa się z 9 członków:
|      | CSU | SPD | Obywatele Niezrzeszeni | Razem    |
| 2002 | 3   | 2   | 4                      | 9 miejsc |

## Oświata
(na 1999)

W gminie znajduje się 50 miejsc przedszkolnych (z 44 dziećmi).